# CPC Corporation
CPC Corporation — крупнейшая нефтегазовая корпорация Тайваня. Осуществляет добычу и импорт нефти и газа, их переработку и продажу.

## История
Компания была основана 1 июня 1946 года в Шанхае. В 1949 году переместилась на Тайвань вместе с правительством Китайской Республики. В 1958 году был построен нефтехимический комплекс в Гаосюне (крупнейшем порту Тайваня). Собственная добыча нефти и газа началась в 1959 году, однако запасы углеводородов на острове оказались незначительными, поэтому в 1970-х годах корпорация начала их поиски в других частях света и создавать совместные предприятия с нефтяными компаниями других стран. В 1976 году начал работу НПЗ в Таоюане, а в 1996 году — в Далине. В 1979 году началось строительство терминала по приёму сжиженного газа. 31 июля 2014 года на принадлещем корпорации трубопроводе в Гаосюне произошла серия взрывов. В 2016 году штаб-квартира была перенесена из Тайбэя в Гаосюн.

## Деятельность
Уровень добычи природного газа на Тайване в 2020 году составлял 105 млн м³ за год. Зарубежная добыча за 2020 год составляла 5,018 млн баррелей нефти, 7,1 тыс. баррелей газового конденсата и 398 млн м³ природного газа; добыча ведётся в Эквадоре, Нигере, Чаде, Австралии. Также компания импортирует нефть, в 2021 году — 128,4 млн баррелей, из них 50,5 % — с Ближнего Востока, 41,5 % — из США, 8 % — из Африки. Значение импорта природного газа возрастает с каждым годом, основные источники — США, Катар, Малайзия, Индонезия, Австралия, Папуа — Новая Гвинея и Россия.
Компании принадлежит два НПЗ общей производительностью 600 тыс. баррелей в сутки: один в Таоюане, другой в Далине; в Линьюане находится основной нефтехимический комплекс компании; крупный нефтеперерабатывающий и нефтехимический комплекс в Гаосюне был закрыт в 2015 году. Продажи нефтепродуктов составляли 17 млн литров (доля на рынке Тайваня — около 80 %), под брендом CPC работает 1900 автозаправок, из них треть принадлежит корпорации, остальные на франчайзинге.